# پنبرین
پنبرین (به انگلیسی: Penbryn) یک منطقهٔ مسکونی در بریتانیا است که در کردیگیون واقع شده‌است. پنبرین ۱٬۲۷۰ نفر جمعیت دارد.